# Jorge Denegre Vaught Peña
Jorge Denegre Vaught Peña (Mamantel, Campeche, 29 de septiembre de 1916 – Ciudad de México, 28 de febrero de 1998) fue un: abogado, bibliófilo, autor, periodista, editor, investigador y uno de los mejores conocedores de los libros mexicanos antiguos.

## Biografía

### Infancia
Nació en Mamantel, Campeche, el 29 de septiembre de 1916. Hijo del doctor estadounidense Thomas Levington Bayne Vaught (New Orleans, Luisiana, 4 Nov 1882 – Campeche, México, 2 Oct 1918) y la mexicana Elena Peña Barrera (Campeche, 1890 - Ciudad de México, 1971).
Dr. Thomas Bayne Vaught radicó un tiempo con su familia en Preston, Cuba, por su profesión (Cuba era territorio de los Estados Unidos de América, tras ganar la Guerra contra España), y después vivieron en New Orleans, donde Jorge Denegre Vaught Peña, recibió las primeras letras en Tulane, Luisiana. Más tarde se trasladaron a Tenosique, Tabasco y luego a Campeche, donde falleció Thomas Bayne Vaught., contagiado de fiebre amarilla .
La familia tuvo una hija mayor, Mary Vaught Peña, nacida en 1914, quien murió a los dos años.

### Educación
Jorge Denegre Vaught Peña estudió la primaria en Mérida, Yucatán, en la Escuela Modelo. Ahí se destacó por ser un excelente estudiante y participó en el diario El Modelista.
“Recuerdo que, a la edad de 7 años, por circunstancias especiales en que operaron a mi madre en el sanatorio del doctor Ruiz Quijano en la ciudad de Mérida, yo estuve hospedado en su casa, en donde su esposa, hija del historiador Eligio Ancona me tomó gran cariño y me permitió leer los libros de su magnífica biblioteca, entre los que recuerdo una monumental vida de Napoleón y las expediciones de Livingston por el África. Eran los años de la Revolución Delahuertista.” 
En una entrevista, dijo que guardaba un magnífico recuerdo del profesor José Guadalupe Novelo Ramírez, destacado pedagogo yucateco, que fue director de la Escuela Modelo por 47 años (1915 a 1962).
Por razones económicas, dejó la Escuela Modelo y regresó a Ciudad del Carmen con su madre, donde estudiaba y trabajaba, para contribuir al gasto familiar. Ingresó al Liceo Carmelita, en el Barrio del Guanal.
En 1934 y 1935 dirigió en Ciudad del Carmen las revistas: El Estudiante Carmelita, Iris y Pro Patria.
“(…) Pasó algún tiempo para que pudiera proseguir mis estudios y al fin ingresé al Liceo Carmelita, en donde una de mis primeras labores fue publicar un periódico órgano de la sociedad de alumnos. Después publiqué otros 2: “El iris” y “Pro-Patria”. Colaboré intensamente con el hombre más bueno que estuvo en la presidencia municipal: Andrés Julián Romero, hombre lleno de ideas y magníficos propósitos (…)” 
Se casó y trabajó en la construcción del Ferrocarril del Sureste, en Escárcega, Campeche. Reunió algunos ahorros para irse a vivir a Veracruz y después a la Ciudad de México, con su esposa e hijo mayor.
“Yo vivía en un cuarto que me rentaba la señora Amparito MacGregor esposa del señor José Girón de la Cabada, quien mucho me ayudó. Fue el primero que me hizo conocer los libreros de viejo de la Avenida Hidalgo y de otros rumbos. Por mi parte, conocí a don Jesús Medina de la Librería El Volador, con el que me llegó a ligarme una gran amistad y de quien siempre tuve ayuda.” 
Cursó la preparatoria (1943-1944) y la carrera de derecho (1945-1949) en la UNAM, de manera vespertina y alternada con su trabajo, para mantener a su familia. Entre sus profesores, se encontraron: Raúl Mejía Zúñiga y Manuel Ángel Bayardi.

### Familia
En Ciudad del Carmen, Campeche, conoció a Julia María del Carmen Alcocer Méndez, pariente, por el lado materno, del ilustre Justo Sierra Méndez. Con ella contrajo matrimonio en 1935 y tuvo tres hijos: Manuel Augusto Walter Livingston Denegre Vaught Alcocer (1936 -2021), María Elena Gladys Vaught Alcocer (n. 1937) y Jorge Ramiro Denegre Vaught Alcocer (1939-2022).
Con su esposa y su hijo mayor se fue a radicar a Veracruz y después a la Ciudad de México, donde vivieron primero en el centro (Calle de Bolivia No. 55), después en la colonia Nápoles y finalmente en la colonia Insurgentes San Borja.
Julia Alcocer Méndez se dedicó a su familia, a los eventos sociales y a la filantropía, con la fundación del Club 13 Guadalupano (y con el ingreso de los eventos patrocinaban escuelas públicas). Padeció desde joven problemas cardíacos, y falleció en 1974, durante una cirugía de corazón realizada en Houston, Texas.
A la muerte de su esposa Julia, se casó con Marisol Celis Azcue (+), con quien tuvo dos hijos: Alberto Denegre Vaught Celis (+) y Marisol Denegre Vaught Celis (+). 

## Biblioteca Denegre Vaught Peña (BDVP)

### Comienzos como librero
Para sostener sus estudios se dedicó a la compraventa de libros, terminando por especializarse en: literatura, historia de México y otros aspectos de la cultura nacional.
“Después tuve una gran ayuda; mi inolvidable amigo Max Montero me consiguió permiso para vender libros en la Secretaría de Educación [Pública]. El permiso lo concedió Luis Chávez Orozco, entonces subsecretario, y con él tuve después una gran relación.” 
La Secretaría de Educación Pública (SEP) de México se encontraba en el centro de la Ciudad de México, en un predio formado por las calles: República de Venezuela, Luis González Obregón, República de Argentina y República de Brasil. El edificio estaba compuesto por dos partes: el Convento de Santa María de la Encarnación del Divino Verbo y la Ex Aduana de México.
“Durante mi permanencia en los patios de la Secretaría de Educación sufrí muchas vicisitudes. Yo me había ingeniado para colocar un puesto en donde exponía los libros. Mi clientela se integraba, en su mayoría, por maestros, con los cuales hice desde luego una gran amistad. Allí conocí entre otros a: Roberto Barrios [Castro], Alfonso de Gortari, Rufino del León Camay, Ignacio Márquez, Arcadio Noguera , Adelina Zendejas [Gómez], René Avilés [Rojas] , Claudio Cortés, Luis Álvarez Barret , Ángel Salas y muchísimos más, cuyos nombres de momento escapan a mi memoria. Era la época del ministerio de Gonzalo Vázquez Vela.” 
En el edificio central de la Secretaría de Educación Pública se encuentran murales de algunos de los principales artistas mexicanos, como Diego Rivera y David Alfaro Siqueiros, por lo que Jorge Denegre Vaught Peña tuvo la oportunidad de observarlos desarrollar su obra:
“Uno de mis placeres principales era el de admirar al maestro Diego Rivera subido en sus andamios pintando sus murales”.

### Librería Rabindranath Tagore
En 1940, después de años de ahorro, Jorge Denegre Vaught Peña adquiere un local en la calle de Argentina No. 6, en el centro de la Ciudad de México. A su primera librería le puso el nombre del ilustre autor indio Rabindranath Tagore, debido a que desde niño sintió fascinación por la literatura de ese país (de la que incluso dejó una antología de literatura, sin publicar).
“Este lugar resulta doblemente histórico porque en esta zona, según actuales investigaciones, se estableció la primera imprenta de la Ciudad de México”.

## Las grandes crónicas
En la Colección de Grandes Crónicas Mexicanas publicó Historia de la fundación y discurso de la provincia de Santiago de México de la Orden de Predicadores, de Fray Agustín Dávila Padilla, con un erudito estudio de Millares Carlo. Primera de una serie de crónicas las cuales, por su importancia capital como fuentes para la historia antigua de México, por su extraordinaria rareza en el mercado de libros y por el exagerado precio de una especulación inmoderada les impone, han de constituir para el acervo, tanto del estudioso como del aficionado a la historia, una valiosa adquisición. Por su singular hermosura como por su imponente majestad, se editó en facsímile. Fue asesor bibliográfico el Dr. Agustín Millares Carlo, bibliógrafo de prestigio universal. En la advertencia preliminar del propio Dr. Millares se asienta: “Se ha elegido para la reproducción, hecha con toda diligencia y cuidado, la segunda edición, que publicada en 1625 por Juan de Meerbeque en Bruselas, corrió con dos portadas distintas. Hánsele adicionado la Tabla de los Capítulos Particulares y la Suma de los Capítulos Celebrados en la Provincia, partes que fueron omitidas en la citada segunda edición; la Suma aparece ahora completada hasta 1858 por benevolencia del sabio religioso y escritor Fray Vicente Beltrán de Heredia, de la Orden de Predicadores. El prólogo que sigue a esta advertencia consta de dos partes: I. Noticias Biográficas del autor, en las que esperamos haber utilizado algunas especies nuevas acerca de las tres etapas, particularmente la primera, de la vida del padre Dávila Padilla... II.- Estudio bibliográfico de los escritos de nuestro autor... “Además, la obra incluye tres índices: I.- Índice de Capítulos de la Provincia de Santiago. II).- Índice de personas y lugares. III).- Índice general de la obra. La edición fue de 500 ejemplares en papel biblios.
- Historia de la provincia de la Compañía de Jesús de Nueva España de Francisco de Florencia; prólogo de Francisco González de Cossío.

Esta reedición es el primer tomo de la que sobre la materia se debe a Florencia, por no haber sido impreso el resto de la obra, que a la fecha debemos considerar perdido. La historia contiene documentación que con acierto la ilustra éste que es uno de los más prolíficos escritores de ese grupo de la segunda mitad del siglo XVII, en que descuellan Sigüenza y Góngora, Juana Inés de la Cruz, Baltasar de Medina, Francisco Betancourt y otros, todos ellos nuncios de un México que se encuentra plena y definitivamente cincuenta años después. Dentro de la general importancia que la obra de Florencia tiene para el investigador o para el amante de las glorias de la patria, es apasionante, y a ella consagra buena parte de su atención y de su libro, la cuestión relativa a los colegios, donde descollaron los jesuitas. La obra contiene en su edición facsimilar, relación de las obras citadas o consultadas, el prólogo y las bibliografías de las obras del P. Florencia; siete láminas en color, reproduciendo obras del mismo autor; reproducción de la obra de 1694 y tres índices: de los libros y capítulos de la historia; índice de las cosas notables e índice onomástico complementario.
La edición constó de 500 ejemplares numerados, impresos en papel biblios.
- Historia de Yucatán de Fray Diego López de Cogolludo, Madrid 1688, con un tomo in separatta, de prólogo, notas y acotaciones de Jorge Rubio Mañé). Dos tomos. :La edición constó de 500 ejemplares numerados, impresos en papel biblios.

- Crónica de la Santa Provincia de San Diego de México de Balthasar de Medina, México 1682, prólogo de Fernando Sandoval.

- Teatro Ecleseástico de la primitiva iglesia de las Indias Occidentales, vidas de sus Arzobispos, Obispos y cosas memorables de sus Sedes, Madrid 1645-1555, de Gil González Dávila. Prólogo enjundioso de Agustín Millares Carlo.

- Crónica de la Orden de N.S.P.S. Francisco, Provincia de San Pedro y S. Pablo de Michoacán. México 1643. Introducción de Manuel Septién y Septién. Índices de Livingston Denegre Vaught. México, 1991.

El cronista Larrea “dedica a su tierra natural varios capítulos que constituyen una preciosa relación de Querétaro del siglo XVII. En realidad, es la única fuente sobre los sucesos de esa época. Esta crónica es difícil de encontrar en nuestro país, ya que por el descuido de nuestras bibliotecas y como consecuencia del paso del tiempo, aunado a razones económicas, prácticamente están extinguidas las fuentes de historia. Nuestros libros fundamentales y rarísimos se encuentran en las bibliotecas principales de Europa y de Estados Unidos”. Explicó lo anterior el Dr. Lívingston Denegre-Vaught Alcocer, profesor titular del Área Semiológica de la Carrera de Comunicación del Departamento de Educación y Comunicación de la División de Ciencias Sociales y Humanidades de la Universidad Autónoma Metropolitana, :Unidad Xochimilco. El Boletín Informativo de esa institución publicó el 9 de noviembre, de 1992 un artículo sobre esta obra.
Con esta crónica la Editorial Academia Literaria llegó a la primera mitad del programa que se fijó para su Colección de Grandes Crónicas Mexicanas. Esta empresa cultural fue fundada por el padre del Dr. :Lívingston Denegre Vaught, Lic. Jorge Denegre Vaught Peña, hace 50 años, con el propósito de aportar a la historia del país libros esenciales para el conocimiento de nuestro pasado.
El Dr. Lívingston Denegre Vaught, colaboró en la reproducción facsimilar de esta crónica que perteneció a la biblioteca de libros antiguos mexicanos del notable bibliógrafo don Martín Carrancedo. Su trabajo consistió en hacer el índice, construyó la tabla de contenidos de manera que el lector encuentre una rápida referencia de los principales personajes, lugares y materias que vienen en la obra. De esta manera coadyuva a que un experto en asuntos de Michoacán, pueda encontrar las referencias fácilmente. El historiador comienza por leer el índice que naturalmente ha sido trasladado del español del S. XVI al lenguaje moderno a través de un estudio paleográfico. Además se consignan datos geográficos; toponímicos, biográficos y, en fin, se hace un resumen de cuestiones esenciales.

## Crónicas inéditas
Quedaron sin publicarse: Crónica Apóstolica y Seráfica de todos los Colegios de Propaganda Fide de esta Nueva España.de Fray Isidro Félix de Espinosa. 1ª parte. México, 1746. Crónica Seráfica y Apóstolica del Colegio de Propaganda Fide de la Santa Cruz de Querétaro en la Nueva España. de Fray Juan Domingo Arricivita Segunda Parte. México 1792. Crónica de la Orden de N.P.S. Agustín, en las Provincias de la Nueva España. México, 1642.de Fray Joan de Grijalva. Historia de la Provincia de San Vicente de Chyapa y Guatemala de la Orden Ntro. Glorioso Padre Santo. Domingo. Madrid, 1619. Prólogo de Agustín Millares Carlo. Teatro Mexicano. México, 1697. Menologio Franciscano. Tratado de la Ciudad de México. Tratado de la Ciudad de Puebla. Dos tomos, de Fr. Agustín de Vetancourt. Crónica Histórica-Religiosa de la Provincia de la Compañía de Jesús en México. México, 1896, de Andrés Pérez de Rivas. No obstante, Jorge Denegre Vaught Peña contaba no solo con las obras que serían litografiadas en offset sino con los estudios que habían sido preparados por eruditos en cada materia.

## Otras colecciones
- En la colección Reforma e Imperio, se publicaron: Don Juan Álvarez; José María Lafragua político y romántico e Historia de la intervención y del imperio de Maximiliano de Manuel Rivera Cambas.

- En la colección de Joyas bibliográficas mexicanas: Rasgo breve de la grandeza guanajuateña.

- En la colección de Guerras de México con Estados Unidos, Exposición al Público sobre los asuntos de Texas de Esteban F. Austin y Las siete guerras por Texas de Pablo Herrera Carrillo.

- En Testimonios documentales de México, Ricardo Flores Magón y su actitud en la Baja California, de Jesús González Monroy.

## La moderna bibliografía
En 1962, publicó la Bibliografía de Manuel Rivera Cambas, de la que es autor, habiendo recibido críticas favorables de Europa, Estados Unidos y de historiadores nacionales como Francisco González de Cossío, por la erudición desplegada en este trabajo monumental.El propio historiador y bibliógrafo, González de Cossío comenta en el prólogo sobre la actitud del autor jalapeño:
"Desengañado de la política y de sus falsos y precarios brillos, –como sucede en todo hombre de bien– se refugió en los libros, como si en ellos y en los que dio a la luz pública, quisiera haber encontrado la imagen viva de lo que para su patria anhelaba su amargado corazón."
El Lic. Francisco Gonzàlez de Cossío consideró también que "es ciertamente digna de estudio la monumental obra de Rivera Cambas.2 y añadió:
" Ello es posible hoy en día gracias al trabajo de JORGE DENEGRE VAUGHT, que dio a la publicidad bajo el modesto y bien superado título de “Apuntes para una Bibliografía de Manuel Rivera Cambas”.
Su propósito fue el de realizar un doble objetivo: describir obras y artículos del escritor jalapeño y valorar su producción intelectual.
He aquí los dos presupuestos de la bibliografía moderna. Su descripción y su valoración que implican el conocimiento externo y el conocimiento interno de la obra literaria. A tal fin, Denegre Vaught divide el material bibliográfico en dos partes: uno, obras propiamente dichas, la mayoría de carácter histórico y II, artículos publicados en periódicos.
Correspondientes a la primera parte, el autor de los “Apuntes para una Bibliografía de Manuel Rivera Cambas”. describe de visu once obras, de las cuales las marcadas bajo los números 2, 4, 8. 9 y 11, representan trabajos históricos monumentales. Trátase de la Historia antigua y moderna de Jalapa, escrita en cinco voluminosos tomos; los Gobernantes de México, desde Hernán Cortés hasta Benito Juárez, en cuyos dos tomos en folio, reúne su autor un inmenso caudal de noticias, ilustradas con preciosas litografías de los personajes de nuestra administración; La Historia de la Reforma Religiosa, Política y Social en México, obra de gran rareza y de la cual solo se publicó el primer tomo; El México Pintoresco, Artístico y Monumental, que en tres grandes volúmenes nos muestra Rivera Cambas, la estampa de un México romántico y añorado con litografías de lugares y edificios, muchos de ellos desaparecidos, y la Historia de la Intervención Europea y Norteamericana en México, y del Imperio de Maximiliano<publicada previamente por EDITORIAL ACADEMIA LITERARIA>, contenida también en tres tomos, y a cuya difícil y meritoria reedición, en seis volúmenes, sirve de magnífica introducción los “Apuntes para una Bibliografía de Manuel Rivera Cambas” de Denegre Vaught", según comenta González de Cossío.
Por lo que se refiere a la segunda división de la Bibliografía de las obras de Rivera Cambas, bajo el rubro de artículos publicados en periódicos, "no podemos menos de admirar el ímprobo trabajo desarrollado por Denegre Vaught, al realizar una investigación que permite, por vez primera, la valoración de un escritor político y periodista de tan brillantes cualidades, como lo fue don Manuel Rivera Cambas", afirma Cossío. Y continúa

## Rescate de la obra del periodista e historiador Rivera Cambas
"Del examen de sus más de trescientos setenta interesantísimos artículos, Denegre Vaught muestra al hombre público jalapeño, poseedor de una convicción y de una doctrina humana de los más altos quilates, al periodista sincero que al despedirse del público y de sus amigos decía: “Si alguna vez aparece un periódico con el mismo nombre que el nuestro, no lo confundan tomándolo por “El Combate” que apareció en 1876. Cuando queramos resucitar sabremos usar la contraseña misteriosa que une a los independientes, a los que jamás doblamos la rodilla ante los tiranos.”
En fin, al hombre que por su actuación pública, como por su vida privada, merece nuestra lectura, nuestra admiración y nuestro respeto." 

## Honores

### Homenaje nacional a Jorge Denegre Vaught Peña
En 1989. Conaculta, el Instituto Nacional de Antropología e Historia y la Secretaría de Hacienda y Crédito Público, le hicieron un reconocimiento en el Palacio Nacional de la Ciudad de México, en ocasión de la conmemoración de los 450 años de la imprenta en México.
En el evento dedicado a las facetas de Jorge Denegre Vaught Peña de historiador, bibliógrafo, bibliófilo y coleccionista de obras señeras para los anales históricos de la nación y, fundamentalmente, librero anticuario, rindieron testimonio de su trabajo bienhechor, junto con otros personajes notables como Antonio Pompa y Pompa, Fernando Benitez, José Rogelio Álvarez, Guillermo Tovar y de Teresa, Alejandro Ainslie, Yolanda Mercader y otros amantes de los libros.
Por su parte, José Rogelio Álvarez, entonces Académico de la Lengua y de la Historia, señaló la aportación de Jorge Denegre a la Enciclopedia de México:
"Wigberto Jiménez Moreno, Luis González y González y el padre Rafael Montejano y Aguinaga, tan preocupados por estimular la investigación regional, añadieran sus luces a las noticias que yo tenía sobre quienes trabajaban en Campeche. Mencionaron los nombres de los investigadores que han acumulado el mayor saber sobre sus respectivas provincias. Ninguno de aquellos distinguidos asesores dudó en señalar a don Jorge Denegre-Vaught como el máximo conocedor de la historia y de la actualidad de Campeche. Fue por ello que me aproximé a él y solicité y obtuve su colaboración entusiasta. La profundidad con que maneja esta área de la realidad nacional ha quedado expuesto en los brillantes artículos que se publicaron en las dos ediciones de la Enciclopedia. Estos textos tratan del Estado, de la ciudad capital, los municipios, los personajes y las peculiaridades correspondientes, de modo que en conjunto constituyen lo que podría denominarse una Suma Campechana. De sus otras aportaciones a la cultura nacional, todas meritísimas, se da cuenta en la nota onomástica dedicada a él en la propia obra".

## El Galeón del Pacífico
En el año de 1989 escribió junto a Elías Trabulse, Miguel León Portilla, Fernando Benitez, Virginia Armella y otros autores el libro El galeón del Pacífico, que versa sobre los ataques piráticos al Puerto de Acapulco. Fue editado por el gobierno del Estado de Guerrero.
Entre las muchas responsabilidades que tuvo Javier Wimer, en 1992 dirigió la BIBLIOTECA DEL SUR. Allí publicó El galeón del pacífico.
Y en el prólogo de la hermosamente ilustrada obra, escribió:
"JORGE DENEGRE vive entre montañas, desfiladeros y caminos hechos de libros. Con ellas forma obsesivas colecciones que le sirven para imaginar nuevos libros que encierren la totalidad de esas colecciones. Actualmente prepara un trabajo exhaustivo sobre la piratería y aquí--en esta obra-- ha hecho un sintético recuento de sus principales protagonistas y de sus principales fechorías. Trabajo cuyo respaldo documental no agravia la risueña memoria de Salgari".
El Galeón del Pacífico, apareció en 1992. Lleva por subtítulos:
Acapulco-Manila, 1565-1815, de 253 p. El libro, con cerca de un centenar de ilustraciones a todo color, fue editado por Obsidiana, bajo el patrocinio del gobierno de Ruiz Massieu, y presentado en el Palacio Nacional, llevaba el relato primordial del Lic. Denegre Vaught Peña, que a continuación se resume:
El corsario inglés Sir Francis Drake llegó a la costa de El Mar del Sur (Océano Pacífico) cruzando por el Cabo de Buena Esperanza en 1578, arrasó la población de Huatulco en Oaxaca, de ahí se enfiló al norte llegando a pasar por fuera del cabo de San Lucas, explorando y levantando mapas de la zona más allá de la Alta California, se regresó a la bahía de Monterey (E.U.) en el verano de 1579 para finalmente regresarse de nuevo por donde había llegado e ir a Europa para informar a Isabel I Reyna de Inglaterra. En la actualidad los mapas de Drake se encuentran en el Museo Nacional Marítimo en Londres.
Debido a las frecuentes depredaciones que hacían los piratas de la "Nao de la China", así le decían a los galeones españoles que hacían el viaje de Filipinas a América, salió una expedición española de la Isla de Manila con la finalidad de buscar un puerto alterno entre estos dos puntos.
En 1584 Francisco de Gali se hace a la mar y alcanzó a llegar a las costas de Alta California en donde murió inesperadamente, lo que causó una nueva expedición a cargo de pedro de Unamuno, quien partió de Filipinas en 1587 y llegó a la Bahía de Monterey (E.U.) en donde se topó con una espesa niebla lo que le hizo más lento su avance en el mar llegó a pasar por fuera del cabo de San Lucas llegando a Cabo Corrientes en las costas de Jalisco, lugar en el que le apercibieron que habían visto pasar una nave con bandera inglesa, la cual se encontraría tal vez cercas de las costas del Puerto de Mazatlán, Unamuno apuró su paso y llegó salvo al puerto de Acapulco, en esa ocasión la niebla le había salvado del ataque del corsario inglés Thomas de Cavendish.
Mientras tanto Cavendish con sus naves el "Content" y el "Desire" las carenó en Mazatlán del 7 al 19 de octubre de 1587 en espera de la "Nao de la China" que había zarpado de Filipinas el anterior 2 de julio. Se trataba pues del "Santa Ana" que navegaba bajo el mando del capitán Tomás de Alzola ayudado por el piloto Sebastián Rodríguez Sermeño.La "Nao de la China" alcanzó a doblar en el cabo de San Lucas, lugar en el que fue atacado por el "Desire" y el "Content" de Cavendish al que se tuvo que rendir por falta de artillería para su defensa.
El saqueo y descarga se llevó a cabo sin ninguna oposición del 15 al 29 de noviembre, consistiendo el botín en una rica carga de telas de seda, finas porcelanas, mercancía de especias, doblones españoles de oro así como lingotes de oro.

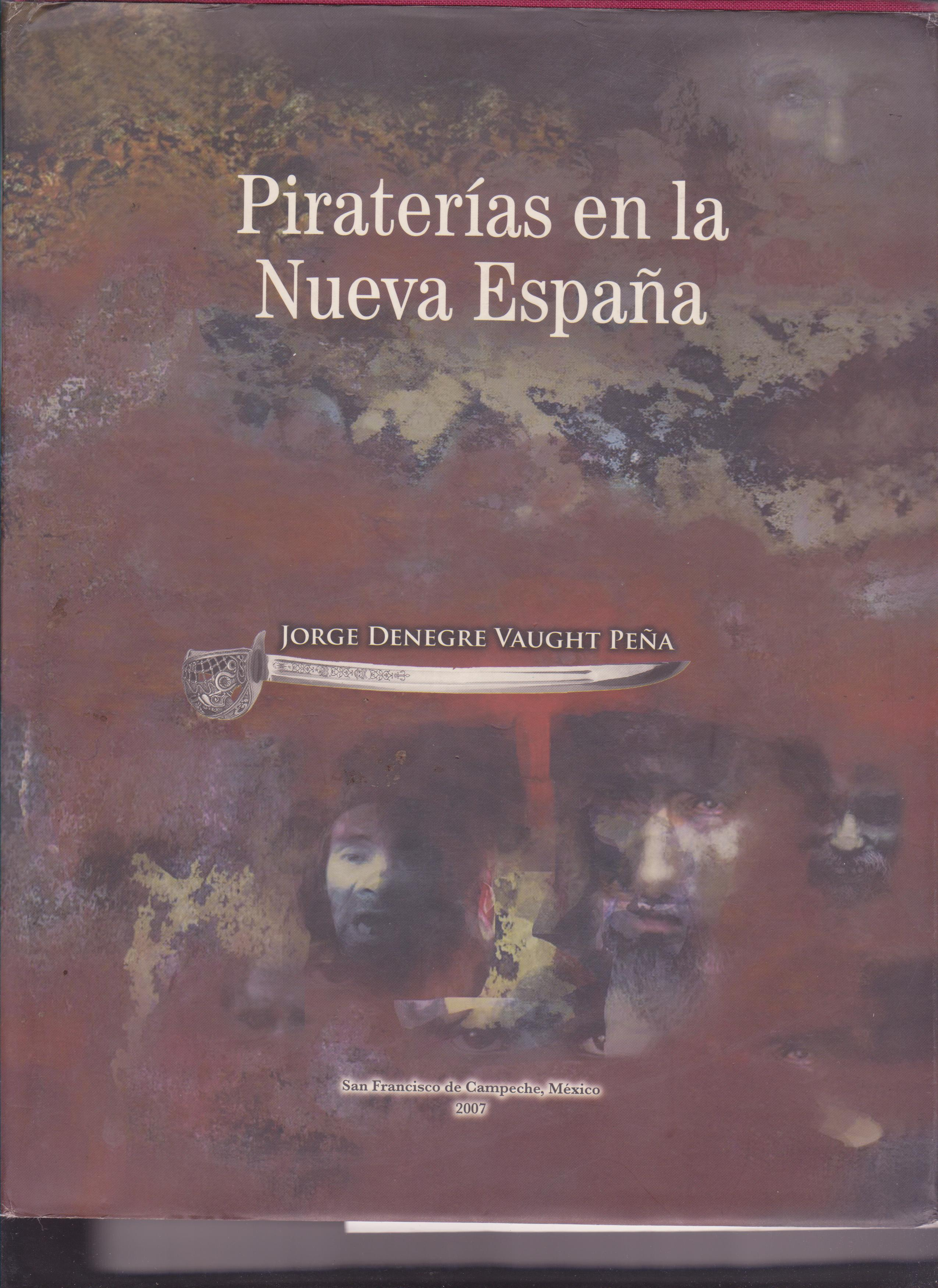
Escriben los editores: "...es nuestro interés contribuir con esta publicación, a la difusión del patrimonio intangible que dejaron escritores nacionales, quien (sic) como Denegre Vaught, dejó (sic) en esta invaluable investigación, que estamos seguros brillará como una de las obras insignes en la historia de Campeche."

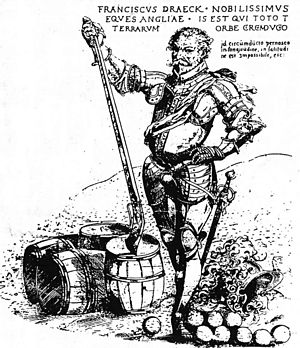
El pirata y caballero inglés Francis Drake

## Piraterías en la Nueva España
Póstumamente, en 2007, apareció Piraterías en la Nueva España, libro editado por el Gobierno de Campeche en coedición con CONACULTA y BANORTE. En las páginas preliminares, Jorge Carlos Hurtado Valdés, Gobernador del Estado de Campeche señala: “Este tema es abordado por Jorge Denegre Vaught Peña (1916-1998), destacado polígrafo, historiador, bibliógrafo, editor y poeta campechano. En Piraterías en la Nueva España, [obra en que el autor] hace un recorrido por la América Colonial en los siglos XVI al XVIII, quedan plasmadas en sus páginas, la vida y acontecimientos de los principales exploradores y piratas que recorrieron el Océano Atlántico y Pacífico en aquella época” [7]
Michel Anttochiw, quien conduce un proyecto de investigación sobre artillería y fortalezas militares en América Latina y especialmente en Campeche, y es, asimismo, integrante del Seminario de Historia Naval y Militar de la Universidad Nacional Autónoma de México, escribió las palabras liminares. Es autor del prólogo José Rogelio Álvarez quien, al mero final<p.37> escribe: "Don Jorge dejó en proceso el catálogo bliográfico de la gran colección de obras de Literatura Mexicana de su propiedad; e inéditos los siguientes trabajos: Historia de las piraterías en Nueva España, notas a Viajes de Orden Suprema de Guillermo Prieto, una biografía de Antonio López de Santa Anna y un estudio bibliográfico sobre Antonio García Cubas. Defensor del tesoto bibliográfico nacional, procuró que impresos raros y valiosos fueran adquiridos por instituciones culturales de la República y proporcionó documentos para ser copiados a varias bibliotecas, entre ellas, la del Instituto Nacional de Antropología e Historia. Se le considera como uno de los mejores conocedores de los libros mexicanos antiguos. De este modo el Gobierno de Campeche rinde homenaje a uno de sus más preclaros ciudadanos. Por José Rogeliuo Álvarez"
Los datos bibliográficos de la obra ISBN 9689324268, ISBN 9789689324263 261 p.

## "Dos siglos de discursos patrióticos, colección Denegre Vaught Peña

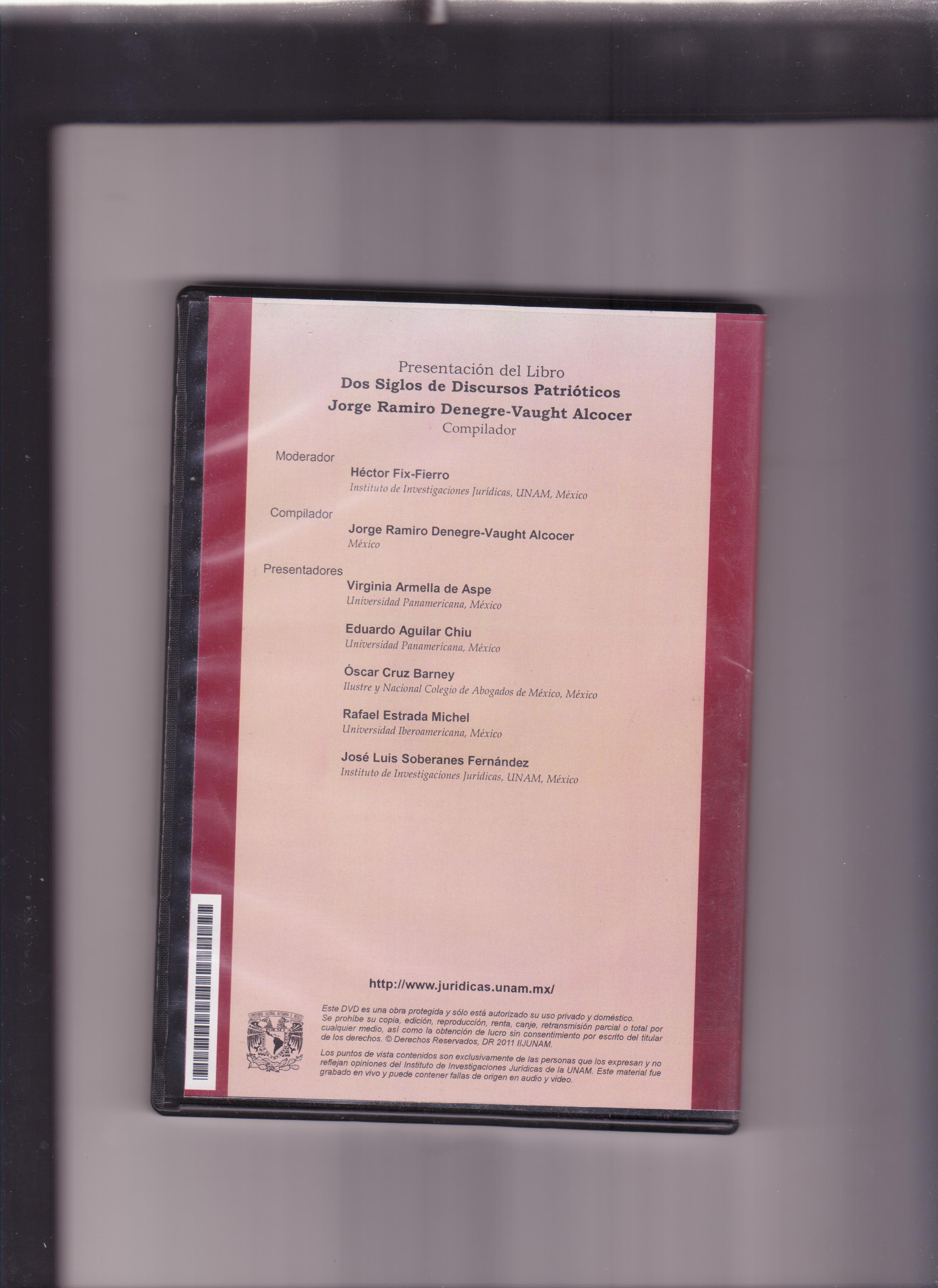
Aquí pueden precisarse los datos de la aparición del grueso volumen.

Dos siglos de Discursos Patrióticos colección Denegre Vaught Peña, publicado en mayo del 2011 por el Instituto de Investigaciones Jurídicas de la UNAM. La obra va acompañada de un disco compacto que reproduce algunas de las hermosas portadas de 209 folletos. Otro cd, perteneciente al libro, <el cual lleva el logo de la UNAM>, aporta los eruditos comentarios de cuatro historiadores especializados en el Siglo XIX mexicano y del propio director de la institución, Héctor Fix-Fierro, constituyendo un moderno prólogo multimeddia de cuatro disertaciones que esclarecen el trabajo de compilación.

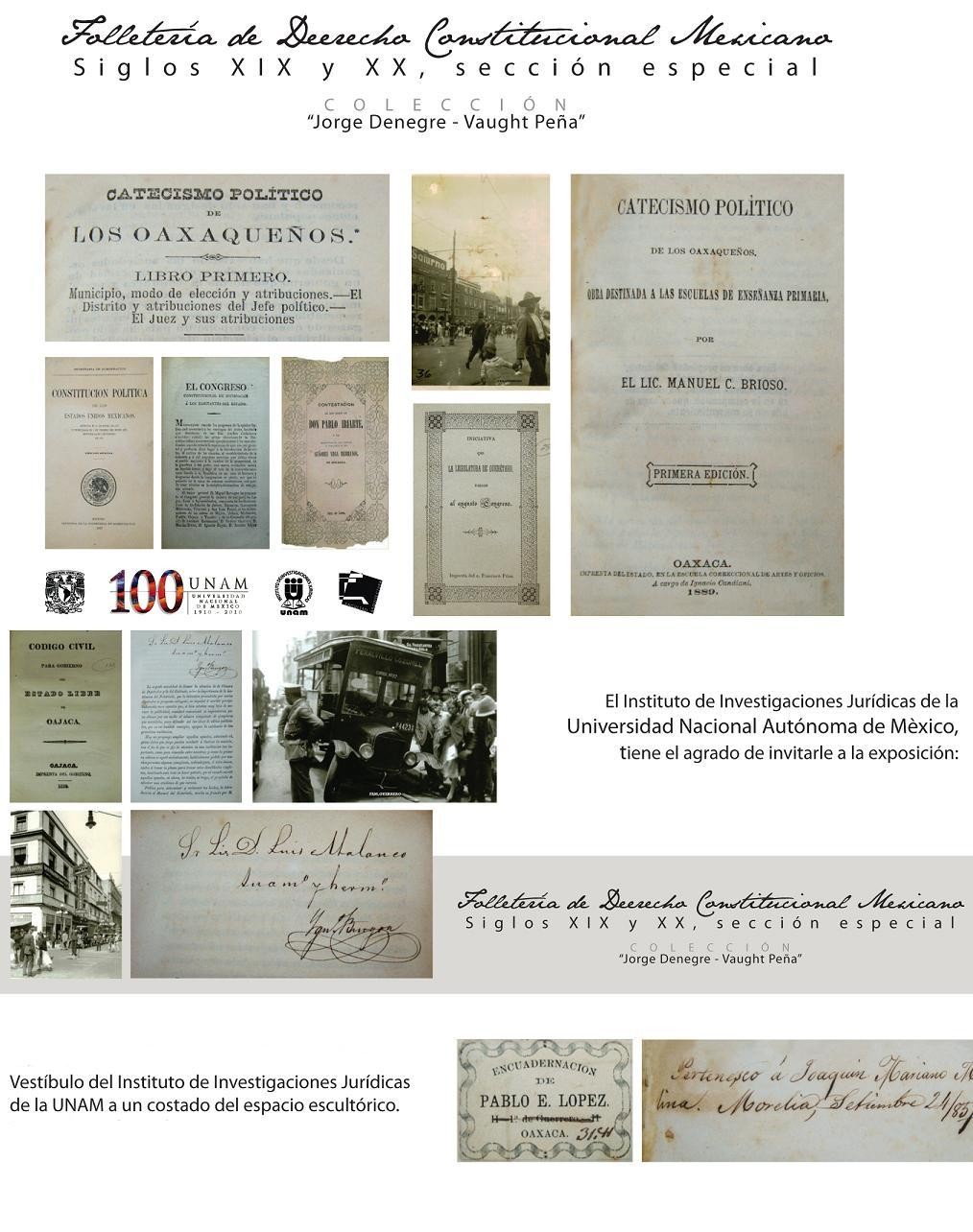
El INSTITUTO DE INVESTIGACIONES JURÍDICAS DE LA UNAM ha adquirido folletería de la Biblioteca Denegre Vaught Peña para su estudio, investigación y difusión.

El libro de 1082 y LIII páginas--1135 p. en total-- dedica las segundas, en enumeración románica, a sendos índices que señalan a: 45 impresos en facsímile, contenidos en las más de mil fojas de la obra y otro sumario de "títulos en disco compacto", 95, de portadas originales y empastados en piel con hierros dorados que son fuentes primarias para el estudio de México en el S. XIX, por lo que el Dr. Aguilar Chiu se refirió al libro como un verdadero tesoro pletórico de joyas.

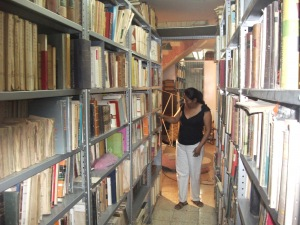
Es una de tres grandes casas donde se aloja la biblioteca DENEGRE VAUGHT PEÑA.

La mayoría de los 209 folletos de la colección de JDVP, son discursos pronunciados en la fiesta nacional que conmemora el Grito de Hidalgo, en Dolores. Pero ya aparecen en la versión multimedia de la obra los títulos de otros discursos consagrados a la consumación de la Independencia.
Por tal motivo, el moderador de la sesión, Dr. Héctor Fix-Fierro, Director del Instituto de Investigaciones Jurídicas, invitó a conmemorar tal fausto a los comentaristas de la obra: Virginia Armella de Aspe, Eduardo Aguilar Chiu, Oscar Cruz Barney, Rafael Estrada Michel y José Luis Soberanes Fernández, historiadores de la ciencia jurídica y, convocó al compilador Jorge Denegre Vaught Alcocer, para que abundara sobre su aporte. El hijo menor del librero anticuario y bibliógrafo, se refirió a la paciencia del historiador Jorge Denegre Vaught Peña para reunir a través de 65 años los 209 folletos que ahora volvían a ver la luz en forma miscelánea. Y añadió:

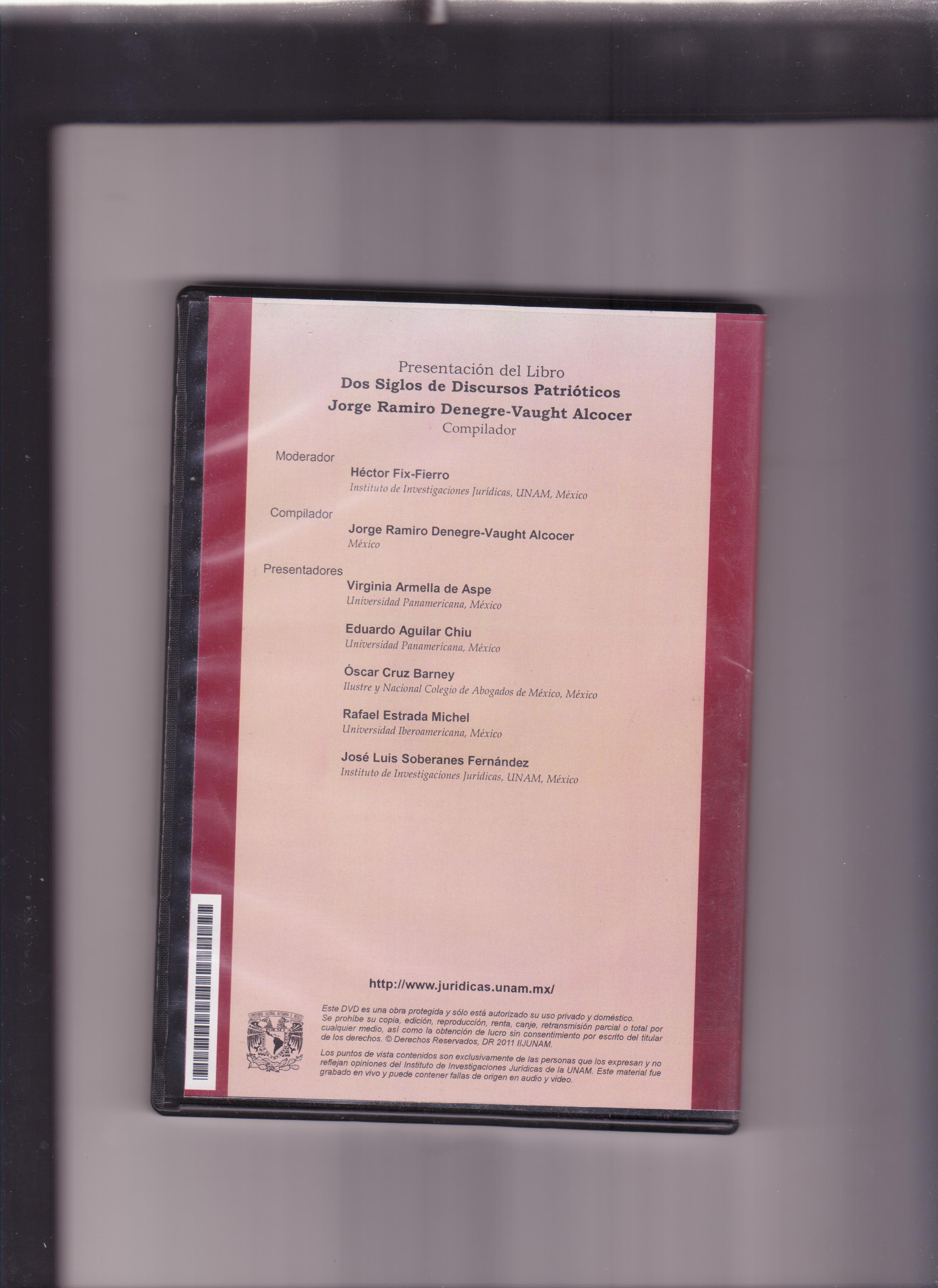
Puede consultarse los eruditos comentarios de los historiadores sobre folletería como la comunicación mediática por excelencia, en México, en la página citada en referencias del IIJ de la UNAM.

"Fue un hombre que día a día acrecentó su biblioteca particular", que llegó a ocupar completamente tres residencias en el sur de la ciudad de México, y que estima en un número aproximado de poco más de 300 mil ejemplares. Uno de los comentaristas, el Dr. Aguilar Chiu, la calificó como "la biblioteca particular más importante de la nación".

## Obras inconclusas
Libros impresos pero inéditos:
Quedan por publicarse la crónica de Guillermo Prieto, Viajes de Orden Suprema, de la Colección Reforma e Imperio, con prólogo de Manuel Augusto Walter Lívingston Denegre Vaught Alcocer, obra ya impresa por Don Jorge en los Talleres de los Hermanos Loera, de Coyoacán y, asimismo, en la misma colección, Mèxico y la Revoluciòn en contra del General Santa Anna de Anselmo de la Portilla. Además, innumerables bibliografías, extraordinariamente importantes, de la época de la Reforma, del Imperio y de la Independencia, y muchas otras más, particularmente de su valiosa colección de literatura mexicana que ocupa apretadamente treinta y dos libreros de pared a pared en una residencia de dos pisos en la colonia Nàpoles, del D. F. Las otras listas bibliográficas están relacionadas con diversas etapas históricas de México.
Finalmente, Jorge Denegre-Vaught publicó constantemente artículos en diarios de México y colaboró en la sección de «México en la Cultura», del diario Novedades.
Al morir en la Ciudad de México el 28 de febrero de 1998, dejó inconclusos:
- Bibliografías de la Reforma y el Imperio.
- Independencia de México.
- El Arte en México.
- Las Guerras de México con EE. UU.
- Bibliografías de los Estados de Campeche, Aguascalientes, Hidalgo, Tlaxcala, Guanajuato y Yucatán. Se trata de repertorios críticos, razonados y antológicos
- Catálogo Bibliográfico de su gran colección de obras de la Literatura Mexicana.
- [38]
- Notas a Viajes de Orden Suprema de Guillermo Prieto.
- Biografía de Antonio López de Santa Anna.

Colaboró en 'México en la Cultura' y estuvo a cargo de todo lo relacionado con el Estado de Campeche en la 'Enciclopedia de México'.
Se le consideró como uno de los bibliógrafos, libreros e historiadores mexicanos más reputados del siglo XX.